# Magnus Cort
Magnus Cort Nielsen (* 16. ledna 1993) je dánský profesionální silniční cyklista jezdící za UCI ProTeam Uno-X Mobility.

## Kariéra

### Orica–GreenEDGE (2015–2017)
V červenci 2015 tým Orica–GreenEDGE oznámil, že s Cortem podepsali tříletou smlouvu od sezóny 2015. V srpnu 2016 byl jmenován na startovní listině Vuelty a España 2016. V závodu vyhrál etapy 18 a 21, obě z hromadného sprintu.

### Astana (2018–2019)
V srpnu 2017 bylo oznámeno, že Cort podepsal dvouletý kontrakt s týmem Astana od sezóny 2018. V červenci 2018 byl jmenován na startovní listině Tour de France 2018. 22. července Cort vyhrál patnáctou etapu závodu poté, co byl po většinu dne v úniku. 8 km před cílem zaútočil a dojel dvojici na čele závodu, Jon Izagirre a Bauke Mollema. Cort byl nejrychlejším závodníkem z této trojice v závěrečném sprintu a vyhrál tak svou první etapu na Tour de France v kariéře.

### EF Pro Cycling (2020–2023)
V srpnu 2019 bylo oznámeno, že Cort podepsal dvouletý kontrakt s UCI WorldTeamem EF Pro Cycling od sezóny 2020.
V průběhu Vuelty a España 2021 Cort vyhrál 3 etapy a byl jmenován nejbojovnějším jezdcem závodu. Nejprve vyhrál šestou etapu, v jejímž cíli jen těsně udržel náskok na rychle se blížícího Primože Rogliče. K triumfu měl nakročeno i v jedenácté etapě, tam však byl na závěrečném stoupání na Valdepeñas de Jaén dojet 300 m před cílovou páskou. O den později si však už vítězství nenechal ujít, když v cíli dvanácté etapy vyhrál hromadný sprint z prořídlého pelotonu před Andreou Bagiolim. Další, již třetí etapové vítězství v závodu získal v devatenácté etapě, když po skvělé práci, kterou mu poskytl týmový kolega Lawson Craddock, v cíli vyhrál sprint malé vedoucí skupiny o vítězství před Quinnem Simmonsem a Ruiem Oliveirou. Vueltu zakončil druhým místem v závěrečné časovce, v níž si lepší čas připsal pouze vítěz etapy a celkový vítěz závodu Primož Roglič.
Na startu Tour de France 2022 v Dánsku posbíral Cort všechny dostupné body do vrchařské soutěže a stal se prvním držitelem puntíkovaného dresu v závodu. Po dni odpočinku, v jehož průběhu se závodu vrátil do Francie, Cort pokořil rekord, který před ním držel Federico Bahamontes, v počtu vyhraných po sobě jdoucích vrchařských prémií. V páté etapě se Cort dostal znovu do úniku, tentokrát však i se svým týmovým kolegou Neilsonem Powlessem, jenž měl šanci získat žlutý dres. Ke konci etapy sice z úniku odpadl, ale i přesto získal druhou cenu bojovnosti v průběhu závodu. V deváté etapě ztratil puntíkovaný dres, ale i tak se v desáté etapě dostal znovu do úniku. Na čele závodu dojel až do cíle, kde ve fotofiniši přesprintoval Nicka Schultze a vyhrál svou druhou etapu na Tour de France v kariéře. Na začátku třetího týdne byl Cort donucen odstoupit po pozitivním testu na covid-19. Poprvé v kariéře tak předčasně opustil jednu ze tří Grand Tours.

### Uno-X Mobility (2024–)
V srpnu 2023 bylo oznámeno, že Cort podepsal tříletý kontrakt s UCI ProTeamem Uno-X Pro Cycling Team, později přejmenovaném na Uno-X Mobility, od sezóny 2024.

## Hlavní výsledky
2011
Národní šampionát
 vítěz silničního závodu juniorů
Course de la Paix Juniors
 celkový vítěz
vítěz etap 3b a 4
Kroz Istru
3. místo celkově
Tour de la Région de Łódź
5. místo celkově
Trofeo Karlsberg
8. místo celkově
Rothaus Regio-Tour International
9. místo celkově
2012
Národní šampionát
2. místo silniční závod do 23 let
3. místo Post Cup Odder
3. místo Tønder GP
2013
Thüringen Rundfahrt der U23
 vítěz vrchařské soutěže
vítěz 6. etapy
Tour de la Province de Liège
vítěz 1. etapy
3. místo Ronde van Vlaanderen Beloften
3. místo Himmerland Rundt
Danmark Rundt
9. místo celkově
vítěz etap 1 a 4
10. místo Hadeland GP
2014
Ronde de l'Oise
 celkový vítěz
 vítěz bodovací soutěže
 vítěz soutěže mladých jezdců
vítěz etap 3 a 4
Istrian Spring Trophy
 celkový vítěz
vítěz etap 1 a 2
vítěz Himmerland Rundt
vítěz Destination Thy
vítěz Ringerike GP
Danmark Rundt
vítěz 1. etapy
Tour des Fjords
2. místo celkově
 vítěz soutěže mladých jezdců
vítěz 3. etapy
5. místo Volta Limburg Classic
6. místo Eschborn–Frankfurt City Loop U23
2015
Národní šampionát
4. místo silniční závod
Danmark Rundt
10. místo celkově
10. místo GP Ouest–France
2016
Vuelta a España
vítěz etap 18 a 21
Danmark Rundt
2. místo celkově
vítěz 2. etapy
Národní šampionát
4. místo silniční závod
5. místo Grand Prix Impanis-Van Petegem
7. místo Grosser Preis des Kantons Aargau
9. místo Gran Premio Bruno Beghelli
2017
vítěz Clásica de Almería
Volta a la Comunitat Valenciana
vítěz 3. etapy
2. místo RideLondon–Surrey Classic
10. místo Gran Premio Bruno Beghelli
2018
Tour de France
vítěz 15. etapy
BinckBank Tour
vítěz 5. etapy
Tour de Yorkshire
vítěz 2. etapy
Kolem Ománu
vítěz 4. etapy
Dubai Tour
2. místo celkově
 vítěz soutěže mladých jezdců
8. místo Milán – San Remo
2019
Deutschland Tour
 vítěz vrchařské soutěže
Paříž–Nice
vítěz 4. etapy
2020
Étoile de Bessèges
 vítěz bodovací soutěže
vítěz 2. etapy
Vuelta a España
vítěz 16. etapy
2021
Vuelta a España
vítěz etap 6, 12 a 19
 celková cena bojovnosti
Paříž–Nice
vítěz 8. etapy
Route d'Occitanie
vítěz 4. etapy
2022
Tour de France
vítěz 10. etapy
lídr  po etapách 2 – 8
 cena bojovnosti po etapách 3 a 5
O Gran Camiño
vítěz 1. etapy
Národní šampionát
2. místo časovka
Danmark Rundt
5. místo celkově
6. místo Maryland Cycling Classic
2023
Giro d'Italia
vítěz 10. etapy
Danmark Rundt
3. místo celkově
7. místo Figueira Champions Classic
Volta ao Algarve
9. místo celkově
 vítěz bodovací soutěže
vítěz etap 2 a 3
2024
Critérium du Dauphiné
vítěz 2. etapy
Národní šampionát
5. místo silniční závod
Kolem Norska
8. místo celkově
Tour de France
 cena bojovnosti po 13. etapě

### Výsledky na Grand Tours
| Grand Tour      | 2016 | 2017 | 2018 | 2019 | 2020 | 2021 | 2022 | 2023 | 2024 | 2025 |
| --------------- | ---- | ---- | ---- | ---- | ---- | ---- | ---- | ---- | ---- | ---- |
| Giro d'Italia   | —    | —    | —    | —    | —    | —    | 95   | 62   | —    | —    |
| Tour de France  | —    | —    | 68   | 104  | —    | 56   | DNF  | 96   | 57   | 130  |
| Vuelta a España | 133  | 126  | —    | —    | 67   | 77   | —    | —    | —    |      |

| —   | Nezúčastnil se |
| DNF | Nedokončil     |
| JS  | Jede se        |